# 中华人民共和国最高人民检察院公报
中华人民共和国最高人民检察院公报是中华人民共和国最高人民检察院的公报。

## 简介
《中华人民共和国最高人民检察院公报》是由中华人民共和国最高人民检察院主办，1989年5月27日创刊，为双月刊，对国内外公开发行。每期发行2万份，其中的一部分在国外及香港、澳门地区发行。
1989年至1990年，该公报由最高人民检察院办公厅编辑，不定期发行，每年发行4期，中国检察出版社出版。1991年至2001年，该公报由中国检察报社（1996年更名为检察日报社）内设的最高人民检察院公报编辑部编辑，不定期发行，1995年以前每年发行4期，1997年发行5期，其他时间每年发行6期。2002年起，该公报由最高人民检察院法律政策研究室编辑，定期发行，为双月刊，每年发行6期。
《中华人民共和国最高人民检察院公报》“主要刊登国家颁布的有关法律、决定；最高人民检察院有关具体应用法律问题的批复、解答等司法解释文件和需公开发布的通知、决定等重要文件；检察机关办理的有影响的重大典型案件等。” 